# Homothermon serrano
Homothermon serrano är en skalbaggsart som beskrevs av Ohaus 1898. Homothermon serrano ingår i släktet Homothermon och familjen Rutelidae. Inga underarter finns listade i Catalogue of Life.